# Questão de Família
Questão de Família é uma série de televisão brasileira produzida pela Atitude Produções. A primeira temporada foi ao ar dia 9 de abril de 2014 no canal a cabo GNT às 22h30. A série é dirigida pelo cineasta Sérgio Rezende e criada por Rodrigo Lages. Os dois também assinam todos os roteiros da atração que tem produção de Mariza Leão e Erica Iootty.
O elenco regular conta com nomes como Eduardo Moscovis, Malu Galli, Georgiana Góes, Fulvio Stefanini, Iano Salomão, Esther Góes, Pedro Brício, Pablo Sanábio, Bela Carrijo, Denise Weinberg, Priscila Steinman e Carolina Pismel.

## Enredo
A série acompanha Pedro Fernandes (Eduardo Moscovis), um prestigiado juiz especializado em casos familiares, mostrando os casos geridos por ele com o auxílio do promotor Joaquim (Pablo Sanábio). Dono de um passado conturbado, o protagonista lida com diversas questões pessoais mal resolvidas, como o fato de ser um pai ausente com suas filhas Júlia (Giovanna Estefanio) e Marina (Giovanna Maluf) e manter uma relação instável com sua ex-mulher, Renata (Georgiana Góes), enquanto vive um caso com sua vizinha, Juliana (Bela Carrijo). Revela-se que, de forma sorrateira, Pedro passa a seguir os réus que julga na tentativa de ter certeza sobre suas decisões, fato que pode levantar questionamentos sobre sua conduta como juiz. A primeira temporada gira em torno do mistério envolvendo a morte do pai de Pedro Fernandes e a investigação sobre o caso, liderada por Daniel (Pedro Brício) e que se cruza com analogias diretas à vida do protagonista.
Na segunda temporada, as ações de Pedro passam a ser observadas pelo desembargador Cássio Jordão (Fúlvio Stefanini), um homem que se acha acima da justiça e que está decidido a acabar com a carreira de Pedro. Marcos (Iano Salomão), irmão mais novo de Pedro, acaba preso depois de assumir o assassinato do pai. Pedro é surpreendido quando sua mãe Márcia (Esther Góes), desaparecida há anos, ressurge, revela que é ela a verdadeira culpada pelo assassinato, e que Marcos assumiu o crime para protegê-la. O juiz tem que lidar com o reaparecimento de Márcia, que acaba condenada e Marcos, solto. Enquanto esteve desaparecida, Márcia teve uma outra filha, Mariana (Carolina Pismel). Ao longo da temporada, a família fragmentada se aproxima e aborda as questões do passado e presente.
Já na terceira temporada, Pedro continua tentando reconstruir os laços com a família quando se envolve com Laura (Priscila Steinman), uma jovem advogada com um passado misterioso e ligações inimagináveis com o passado do juiz.

## Elenco

### Principal
| Ator               | Personagem               | Temporadas | Temporadas | Temporadas |
| Ator               | Personagem               | 1ª 2014    | 2ª 2015    | 3ª 2017    |
| ------------------ | ------------------------ | ---------- | ---------- | ---------- |
| Eduardo Moscovis   | Juiz Pedro Fernandes     |            |            |            |
| Georgiana Góes     | Renata Antunes           |            |            |            |
| Iano Salomão       | Marcos Fernandes         |            |            |            |
| Esther Góes        | Márcia Fernandes         |            |            |            |
| Pedro Brício       | Detetive Daniel Matos    |            |            |            |
| Pablo Sanábio      | Promotor Joaquim Azevedo |            |            |            |
| Bela Carrijo       | Juliana Sá               |            |            |            |
| Giovanna Estefanio | Júlia Antunes Fernandes  |            |            |            |
| Giovanna Maluf     | Marina Antunes Fernandes |            |            |            |
| Luíza Mariani      | Drª. Ana Paula Costa     |            |            |            |
| Malu Galli         | Juíza Helena Salles      |            | part.      |            |
| Carolina Pismel    | Mariana Fernandes        |            |            |            |
| Fúlvio Stefanini   | Cássio Jordão            |            |            |            |
| Priscila Steinman  | Drª. Laura Viana         |            |            |            |
| Denise Weinberg    | Camila Viana             |            |            |            |
| Natália Lage       | Isabel                   |            |            |            |

### Recorrente
| Ator             | Personagem               | Temporadas | Temporadas | Temporadas |
| Ator             | Personagem               | 1ª 2014    | 2ª 2015    | 3ª 2017    |
| ---------------- | ------------------------ | ---------- | ---------- | ---------- |
| Vanessa Lóes     | Drª. Suzana              |            |            |            |
| Paulo Reis       | Dr. Fabiano Andrade      |            |            |            |
| Cristina Flores  | Drª. Carmen              |            |            |            |
| Juliana Martins  | Márcia Fernandes (jovem) |            |            |            |
| Eduardo Galvão   | Coronel Jorge Fernandes  |            |            |            |
| Camilo Beviláqua | Dr. Evandro              |            |            |            |
| Aline Fanju      | Thaís Jordão             |            |            |            |
| Eduardo Lago     | Fernando                 |            |            |            |
| Angela Rebello   | Tonha                    |            |            |            |

### Participaçãoes especiais
| Ator                  | Personagem        | Temporada |
| --------------------- | ----------------- | --------- |
| Billy Blanco Jr.      | Dr. Bezerra       | 1ª e 2ª   |
| Roberto Birindelli    | Dr. Diogo         | 1ª        |
| Márcia Cabrita        | Solange           | 1ª        |
| Ricardo Kosovski      | Edgar             | 1ª        |
| Ernani Moraes         | Gustavo           | 1ª        |
| Leonardo Netto        | Fernando          | 1ª        |
| Aline Dias            | Isabel            | 1ª        |
| Flávio Pardal         | Ronaldo           | 1ª        |
| Letícia Colin         | Luciana           | 1ª        |
| Sílvia Buarque        | Janaína           | 1ª        |
| Peter Brandão         | Lucas             | 1ª        |
| Isaac Bernat          | Dr. Silveira      | 1ª        |
| Suely Franco          | Sra. Vanessa      | 1ª        |
| Déo Garcez            | Mauro             | 1ª        |
| Rita Guedes           | Neusa             | 1ª        |
| Isabel Guéron         | Sofia             | 1ª        |
| Raphael Logam         | Airton            | 1ª        |
| Marcio Vito           | Leonardo          | 1ª        |
| Daniel Villas         | Enfermeiro        | 1ª        |
| Rômulo Estrela        | Arthur            | 2ª        |
| Cláudio Lins          | Felipe            | 2ª        |
| Leonardo Franco       | Corregedor        | 2ª        |
| Lysia Leal            | Defensora Pubilca | 2ª e 3ª   |
| Bruna Brignol         | Escort Girl       | 2ª        |
| Marcelo Olinto        | Dr. Martinho      | 2ª e 3ª   |
| Rodrigo Candelot      | Luciano           | 2ª        |
| Mabel Cezar           | Letícia           | 2ª        |
| Carolina Chalita      | Isadora           | 2ª        |
| Nina Morena           | Andrea            | 2ª        |
| Leo Wainer            | Juiz              | 2ª        |
| João Velho            | Antônio           | 3ª        |
| Alex Nader            | Xandão            | 3ª        |
| Alessandra Colassanti | Virginia          | 3ª        |
| Joana Fomm            | Flávia Corrêa     | 3ª        |
| Gabriel Falcão        | Valter Corrêa     | 3ª        |
| Louise D'Tuani        | Carla Soares      | 3ª        |
| Francisco Vitti       | Miguel Soares     | 3ª        |
| João Vitti            | Lauro Soares      | 3ª        |
| Lisa Fávero           | Aline             | 3ª        |
| Gaby Haviaras         | Médica            | 3ª        |
| Ana Kutner            | Telma             | 3ª        |
| Gustavo Nader         | Bernardo          | 3ª        |
| Marino Rocha          | Guilherme         | 3ª        |
| Ícaro Silva           | Henrique          | 3ª        |
| Andréa Veiga          | Clara             | 3ª        |
| Yashar Zambuzzi       | Médico            | 3ª        |